# Haranggaol
Haranggaol is een bestuurslaag in het regentschap Simalungun van de provincie Noord-Sumatra, Indonesië. Haranggaol telt 3096 inwoners (volkstelling 2010).